# Głowniak
Głowniak (1092 m) – szczyt w Paśmie Policy w Beskidzie Żywieckim. Znajduje się na zachodnim krańcu tego pasma, między szczytami Syhlec (1150 m) i Piekielnicka (1122 m). Na mapie Compassu ma nazwę Główniak i wysokość 1093 m, w przewodniku turystycznym jest opisany jako Niżni Syhlec (1093 m). Według Jerzego Kondrackiego, autora naukowo opracowanej regionalizacji geograficznej Polski wchodzi w skład Beskidu Żywieckiego, w nowszej regionalizacji z 2018 roku zaliczone zostało do Beskidu Żywiecko-Orawskiego.
Głowniak jest porośnięty lasem. Jego zachodnie zbocza znajdują się w obrębie Babiogórskiego Parku Narodowego. Zbocze wschodnie stromo opada do dolinki Czarnego Potoku (w zlewisku Morza Czarnego). W kierunku południowo-zachodnim odchodzi od Głowniaka krótki boczny grzbiet z wierzchołkiem Kopisty. Grzbiet ten oddziela dolinę potoku Jaworzynka od dolinki jej dopływu (w zlewisku Bałtyku). Granią Głowniaka biegnie granica między miejscowością Zawoja w powiecie suskim i Zubrzycą Górną w powiecie nowotarskim.
Przy ścieżce pomiędzy przełęczą oddzielającą Głowniaka od Syhlca zauważalne są jeszcze pozostałości okopów z czasu II wojny światowej.

## Szlaki turystyczne
Główny Szlak Beskidzki, odcinek: przełęcz Krowiarki – Syhlec – Głowniak – Piekielnicka – Brożki – Pólko – Kiczorka – Polica – Cupel – Jasna Grapa – Kocia Łapa – Kucałowa Przełęcz. Suma podejść 520 m, suma zejść 360 m, czas przejścia 2:45 godz., z powrotem 2:30 godz.